# Ophion gracilis
Ophion gracilis är en stekelart som beskrevs av Olivier 1811. Ophion gracilis ingår i släktet Ophion och familjen brokparasitsteklar. Inga underarter finns listade i Catalogue of Life.